# Ewen Fernandez
Pour les articles homonymes, voir Fernandez.
Ewen Fernandez, né le 17 février 1989 à Saint-Lô en France, est un coureur de patinage de vitesse sur glace et de roller de vitesse.

## Roller de vitesse
- 2015
  - Champion du Monde Roller - Marathon
  - Champion du Monde Roller - Route - relais américain - 5 000 m
  - Vice-champion du Monde Roller - Route - 20 000m à élimination
  - Vice-champion du Monde Roller - Route - 10 000m à points
  - Vice-champion du Monde Roller - Piste - relais américain - 3 000 m
  - Vice-champion d'Europe Roller - Marathon
- 2014
  - Vice-champion du Monde Roller - Marathon
  - Champion du Monde Roller - Route - par élimination
  - Champion du Monde Roller - Piste - relais américain - 3 000 m
  - Vice-champion du Monde Roller - Piste - online - 1 000 m
- 2013
  - Vice-champion d'Europe - Route - relais
  - Vice-champion d'Europe - Route - par élimination

## Patinage de vitesse

### Jeux olympiques d'hiver
- Jeux olympiques d'hiver de 2014
  - 40e du 1 500 m
  - 18e du 5 000 m
  - 8e de la poursuite par équipes

### Coupe du monde
Il a obtenu un podium en Coupe du monde en novembre 2012, une deuxième place sur la mass-start de Kolomna.